# مقاطعة ديويل (داكوتا الجنوبية)
ديويل (بالإنجليزية: Deuel)‏ هي إحدى مقاطعات ولاية داكوتا الجنوبية في الولايات المتحدة الأمريكية.